# Campursari (Sambit)
Campursari is een bestuurslaag in het regentschap Ponorogo van de provincie Oost-Java, Indonesië. Campursari telt 1481 inwoners (volkstelling 2010).